# Зелем (Рейнланд-Пфальц)
Зелем (нім. Sehlem) — громада в Німеччині, розташована в землі Рейнланд-Пфальц. Входить до складу району Бернкастель-Віттліх. Складова частина об'єднання громад Віттліх-Ланд.
Площа — 11,25 км2. Населення становить 965 ос. (станом на 31 грудня 2020).